# Market Street

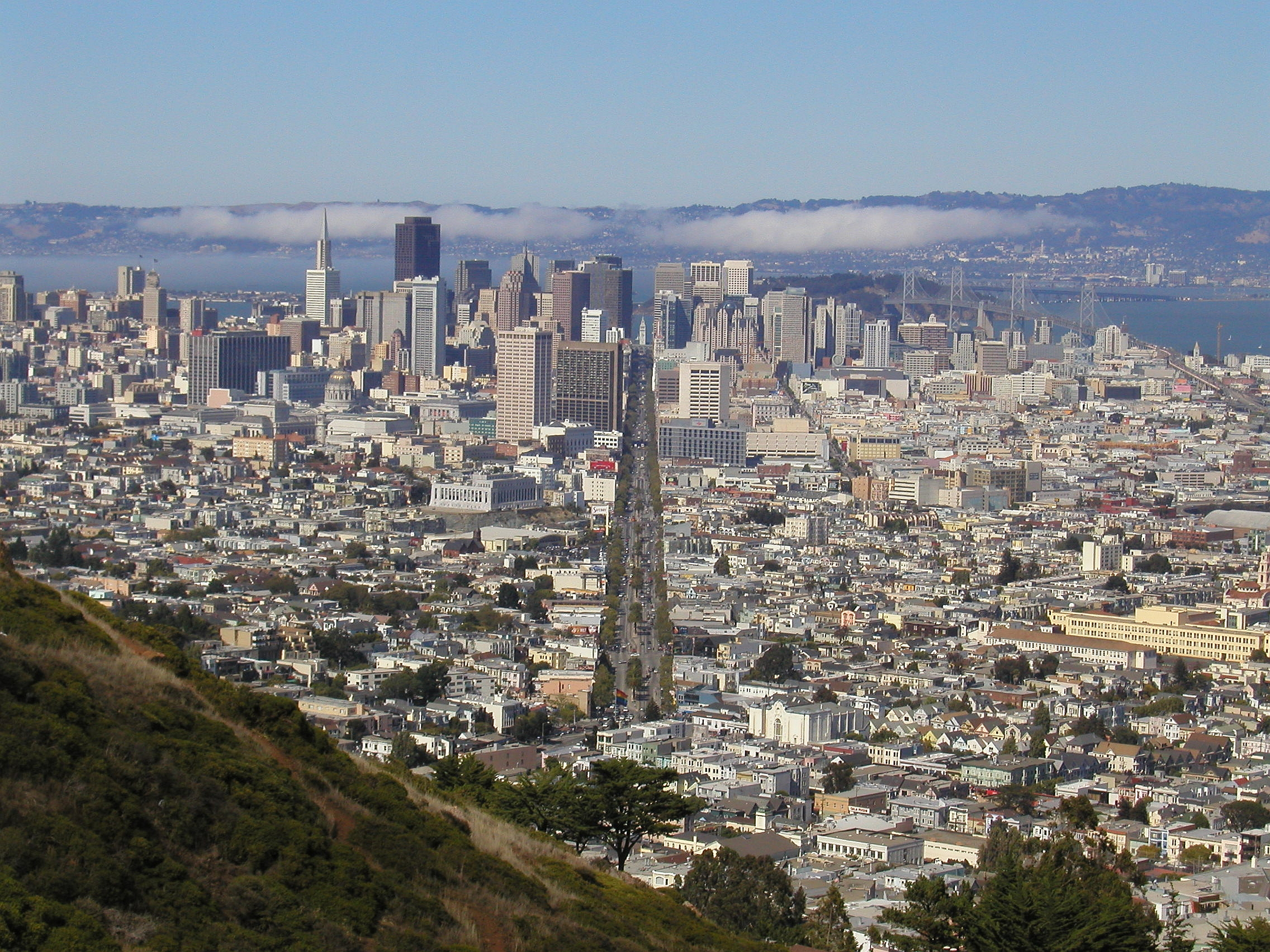
Die Market Street ist beim Blick von Twin Peaks aus nicht zu übersehen.

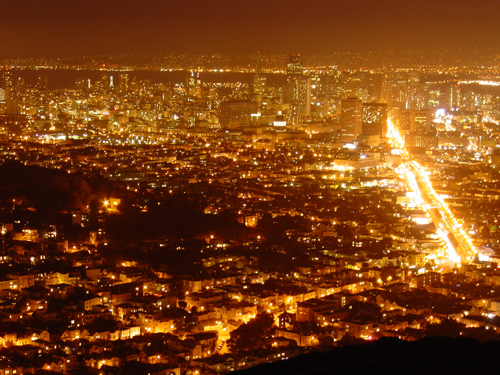
Blick auf die Market Street vom Twin Peaks-Aussichtspunkt bei Nacht.

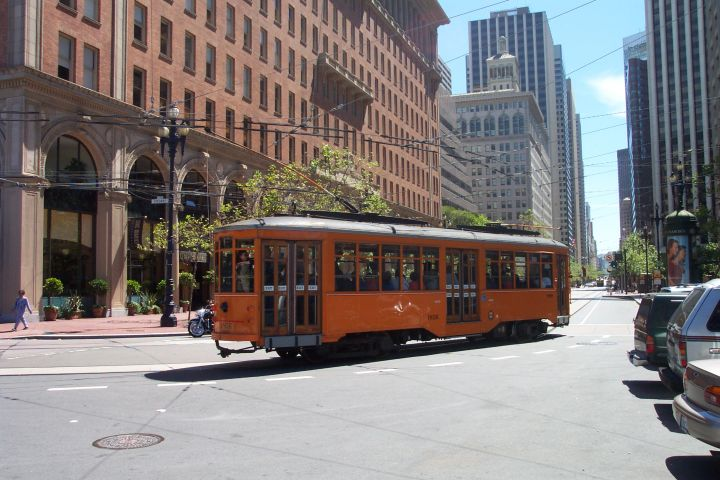
Eine F-Market-Bahn am Fuße der Market Street vor dem Ferry Building.

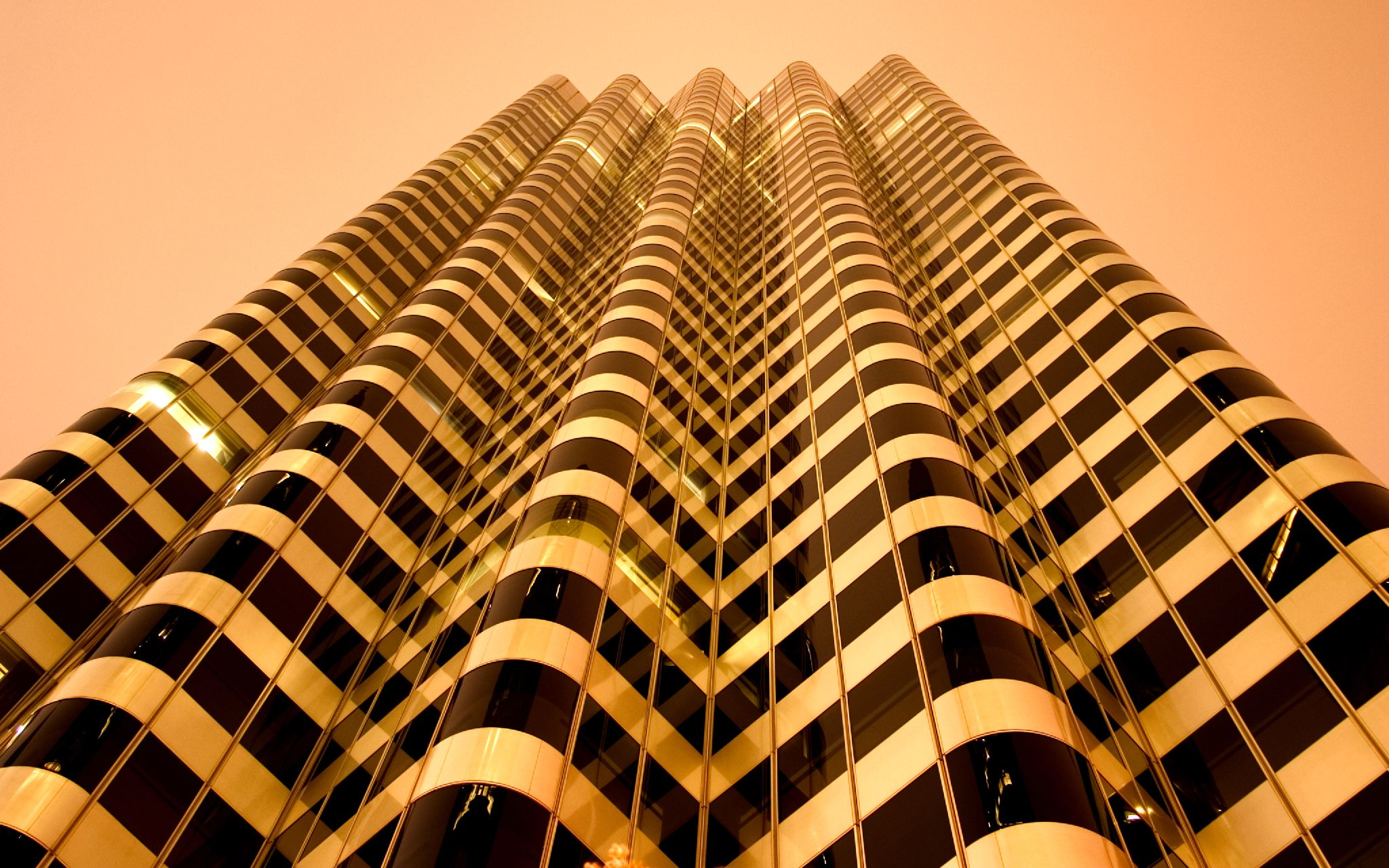
Shaklee Terraces San Francisco.

Die Market Street ist eine der wichtigsten Durchgangsstraßen in San Francisco. Sie beginnt an der Straße The Embarcadero vor dem Ferry Building am nordöstlichen Ende der Stadt und verläuft südwestlich durch Downtown, entlang am Civic Center und dem Stadtviertel The Castro bis zur Kreuzung mit der Corbett Avenue im Twin Peaks-Viertel. Ab dort setzt sich die Straße als Portola Drive fort und endet schließlich im Südwesten der Stadt.

## Bedeutung
Die Rolle der Market Street als Verkehrsachse wird noch dadurch verstärkt, dass sie an der Grenze zweier Straßensysteme liegt. Die Straßen südöstlich verlaufen parallel bzw. rechtwinklig zur Market Street, während die im Nordwesten fast genau in Richtung der Haupthimmelsrichtungen verlaufen.
Die Market Street stellt eine der größten Verkehrsadern von San Francisco dar und wurde früher von Pferdebahn, Cable Cars, elektrischer Straßenbahn, elektrischen Oberleitungsbussen und mit Diesel betriebenen Bussen befahren. Heute teilen sich Muni-Busse, Oberleitungsbusse und eine Museumsbahn (auf der F-Market-Linie) die Straße, während auf zwei Ebenen darunter die von Muni Metro und BART betriebenen U-Bahnen verlaufen. Cable Cars fahren nicht mehr auf der Market Street, sondern enden kurz davor an der Kreuzung von California Street und Powell Street.
Seit Anfang 2020 ist die Straße für den privaten motorisierten Personenverkehr gesperrt. Lieferverkehr, öffentliche Verkehrsmittel, sowie Fahrräder und Scooter bestimmen seither das Straßenbild. Entgegen vorheriger Vermutungen hat das Verkehrsaufkommen in den benachbarten Straßen nicht zugenommen, die ganze Region der Stadt gilt als deutlich entspannter.
Lange als San Franciscos Fifth Avenue, Champs-Élysées, Main Street oder Great White Way bezeichnet, fungiert die Market Street auch als wichtige Straße für Downtown von San Francisco.

## Geschichte
Die Market Street verläuft fünf Kilometer quer durch die Stadt, vom Ferry Building bis zu den Hügeln der Twin Peaks. Sie wurde ursprünglich von Jasper O’Farrell, einem 26-jährigen Bauingenieur geplant, der nach Yerba Buena ausgewandert war. Später, im Jahre 1846, als die Stadt infolge des Mexikanisch-Amerikanischen Kriegs von den Amerikanern eingenommen wurde, wurde Yerba Buena in San Francisco umbenannt.
O’Farrell stellte zunächst den ursprünglichen Grundriss der Siedlung um Portsmouth Square wieder her und errichtete anschließend Market Street als die breiteste Straße in der Stadt, als einen Pfeil, gerichtet auf Los Pechos de la Choca, die Brüste des Indianermädchens, heute Twin Peaks.
In seinem Buch Forgotten Pioneers schreibt T. F. Pendergast, dass, nachdem der Ingenieur seinen Plan von der Market Street und dem südlichen Teil der Stadt fertiggestellt hatte, das, was als untypische Breite der vorgeschlagenen Straße angesehen wurde, einen Teil des Mobs in helle Aufregung versetzte und einen Sturm der Entrüstung auslöste, da er die Rechte der Landbesitzer rücksichtslos missachte; und der Mob entschied sich zur Lynchjustiz. Ein Freund warnte O’Farrell, der daraufhin eiligst nach North Beach ritt, per Schiff nach Sausalito fuhr und sich dann per Staffellauf mit schnellen Pferden bis nach Sonoma zurückzog. Er hielt es für klug, zunächst einige Zeit auf dem Land zu verbringen, bevor er es wagen konnte, wieder in die Stadt zurückzukehren.
Zu dieser Zeit versperrte eine 20 Meter hohe Sanddüne an der Stelle des heutigen Palace Hotel den Weg der Straße, und hundert Meter weiter westlich befand sich ein fast 30 Meter hoher Hügel. Die Stadt trug die Dünen ab und verwendete den Sand, um das Gelände zwischen Portsmouth Square und Happy Valley bei First und Mission aufzufüllen.
Im Stadtplan des William Mathewson Eddy vom Dezember 1849 war sie bereits verzeichnet und verlief – wegen fehlender Stadterschließung – lediglich bis zur „McAllister Street“.

## Veranstaltungen
Anlässlich großer Ereignisse wie der Weltausstellung Panama-Pacific International Exposition finden Paraden auf der Market Street statt, bei denen es auch schon zu Zwischenfällen wie 1916 dem Preparedness Day Bombing gekommen ist; sowie jährliche Armistice-Day-Paraden zum Gedenken an den Waffenstillstand nach dem Ersten Weltkrieg, dem 83 Tage andauernden Generalstreik 1934, der die Häfen der Pazifikküste lahmlegte sowie dem Ende des Zweiten Weltkriegs.
Die Market Street erlebte einen freudigen Moment am Heiligabend 1910, als Sopranistin Luisa Tetrazzini am Lotta’s Fountain zu der Stadt sang, die sie liebte.
Ein weiterer historischer Moment der Market Street war die Silvesterfeier am 31. Dezember 1999, die am Ferry Building stattfand. Über 1,2 Millionen Menschen begrüßten auf der Market Street und ihren Kreuzungen das Jahr 2000.

## Bauwerke
- 388 Market Street
- Central Plaza, 455 Market Street
- Mechanics Monument